# Betta ibanorum
Betta ibanorum is een straalvinnige vissensoort uit de familie van de echte goerami's (Osphronemidae). De wetenschappelijke naam van de soort is voor het eerst geldig gepubliceerd in 2004 door Tan & Ng.